# Fábio Augusto Justino
Fábio Augusto Justino (* 16. Juni 1974 in Piracicaba), auch bekannt als Fabinho, ist ein ehemaliger brasilianischer Fußballspieler.

## Karriere
Fabinho begann seine Karriere 1992 bei XV de Piracicaba. 1994 wechselte er zu Guarani FC. 1994 wurde er mit dem Verein Tabellendritter der Campeonato Brasileiro Série A. 1997 kehrte er zu XV de Piracicaba zurück. 1998 unterschrieb er einen Vertrag beim japanischen Erstligisten Shimizu S-Pulse. 1998 erreichte er das Finale des Kaiserpokal. 1999 wurde er mit dem Verein Vizemeister der J1 League. Für den Verein bestritt er 56 Erstligaspiele und schoss dabei 11 Tore. 2000 wechselte er zu Vissel Kōbe. 2001 kehrte er nach Brasilien zurück und unterschrieb einen Vertrag bei Ituano FC. Danach spielte er bei União São João EC, América FC (SP) und Rio Preto EC.